# Révolte des Boxers
Pour les articles homonymes, voir Boxer.
Révolte des Boxers
Batailles
m
- Temple Senluo (en)
- Légations de Pékin (en)
- 1re intervention (en)
- Langfang (en)
- Forts de Taku
- Massacre de Blagovechtchensk
- Massacre de Taiyuan (en)
- Tianjin
- Beicang (en)
- 2e intervention (en)
- Yangcun (en)
- Pékin
- Beitang (en)
- Shanhaiguan (en)
- Mandchourie

La révolte des Boxers (chinois traditionnel : 義和團起義 ; chinois simplifié : 义和团起义 ; pinyin : Yìhétuán Qiyi ; litt. « mouvement de l'union de la justice et de la concorde »), ou révolte des Boxeurs, ou guerre des Boxers, organisée par les Poings de la justice et de la concorde, société secrète dont le symbole est un poing fermé, d'où le surnom de Boxers donné à ses membres en Occident, se déroule en Chine, entre 1899 et 1901.
Ce mouvement, initialement opposé à la fois aux réformes, aux étrangers occidentaux et au pouvoir féodal de la dynastie mandchoue des Qing, fut utilisé par l'impératrice douairière Cixi contre les seuls colons, conduisant à partir du 20 juin 1900 au siège des légations étrangères présentes à Pékin, l'épisode des « 55 jours de Pékin », qui s'acheva par la victoire des huit nations alliées contre la Chine (Autriche-Hongrie, France, Allemagne, Italie, Japon, Russie, Royaume-Uni et États-Unis).
Venant après la guerre sino-japonaise de 1894-1895, perdue par la Chine, cette nouvelle défaite constitue un jalon supplémentaire dans le combat qui oppose conservatisme et colonialisme à réformisme et indépendance, dans la Chine du XIXe siècle. Cet antagonisme se clôt par la chute de la dynastie Qing en 1912 et la création de la république de Chine.

## Le contexte historique

### Une Chine humiliée
Les premiers Européens arrivent en Chine avec les jésuites et les Portugais de Macao, et au XVIIe siècle avec les lazaristes. Mais c’est surtout au début du XIXe siècle qu’ils commencent à arriver, malgré le décret impérial de l’interdiction de la religion chrétienne en 1724.
À la fin du XVIIIe siècle, les catholiques (avec les Missions étrangères de Paris) et les lazaristes ont déjà plusieurs maisons en Mandchourie ; du côté protestant, Robert Morrison se fait passer pour un membre de la compagnie des Indes en 1807, suivi de quelques autres Britanniques. Les Américains arrivent dans les ports ouverts à partir de 1830. Le fameux père Huc accomplit son voyage en Chine, en Mongolie et au Tibet en 1844-1846. Puis à partir de 1860, les missionnaires apportent la base de la médecine moderne, ainsi que des écoles de type européen, combattant ainsi le confucianisme. Vers 1900, on compte plus d'un million de convertis. Pour convertir les populations locales, les missionnaires adaptaient la Bible en la traduisant en langue vernaculaire. Mais les imprécisions de ces traductions contribuent à diffuser une doctrine confuse. Un problème supplémentaire était que la conversion d'un homme entraînait la mise au ban de la société des membres de sa famille non convertis, les Chinois les appelaient les « chrétiens du riz » (convertis pour manger).
L'activité missionnaire d'Occidentaux implantés sur le territoire chinois provoque des réactions d’hostilité et de persécution. Les révoltes anti-occidentales se traduisent par des attaques contre les missions étrangères, les « chrétiens du riz », ainsi que contre toutes les technologies importées d’Occident (lignes de télégraphe et voies de chemin de fer), essentiellement dans le nord-est du pays, où les puissances européennes et japonaise avaient commencé à étendre leurs concessions.
Les grandes nations impérialistes occidentales, la Grande-Bretagne, l’Allemagne, la Russie, la France, la Belgique, puis les États-Unis, sont toutes désireuses d’ouvrir la Chine à leurs marchandises (opium compris, dans le cas de la Grande-Bretagne) et aspirent toutes à se créer une sphère d’influence, leur garantissant un accès privilégié au territoire chinois. L'envoi de corps expéditionnaires entraîne deux conflits entre les Occidentaux et le pouvoir impérial chinois, les guerres de l’opium. Ces guerres sont menées par la Grande-Bretagne, secondée en 1860 par la France. Le traité de Nankin constitue le premier des « traités inégaux », cédant des ports, des quartiers, comme à Shanghaï, l'administration de régions aux puissances coloniales européennes et aux Américains.
Enfin, la défaite contre les Japonais en 1895, face à une petite nation asiatique perçue jusque-là par les Chinois comme secondaire, se solde par le traité de Shimonoseki, aux termes duquel la Chine perd les îles Pescadores, Taïwan, et la région de Port-Arthur, ainsi que sa suzeraineté sur la Corée. À ces pertes territoriales s’ajoutent de lourds dommages de guerre à payer au Japon.
Le meurtre de deux missionnaires allemands en novembre 1897 dans le Shandong par une société secrète chinoise donne un prétexte à l'Empire allemand pour prendre le port de Qingdao (alors orthographié Tsingtao en Europe). Ceci lui permet de concurrencer Hong Kong et d'établir une base pour son escadre d'Asie (Ostasiengeschwader).
La Chine est contrainte par ailleurs d'octroyer d'autres concessions : aux Russes Port-Arthur (aujourd'hui Lüshun), aux Français Fort-Bayard (aujourd'hui Zhanjiang), et aux Britanniques Port-Edward (aujourd'hui Weihai).
La multiplication de ces humiliations accélère la crise sociale et économique de la Chine, et renforce les velléités réformatrices des élites lorsqu’elles prennent conscience de l’archaïsme militaire, économique et politique de la Chine. Au sein de la population, ces défaites renforcent le sentiment de frustration, de xénophobie et l'anti-impérialisme.

### La dualité des courants de pensée modernistes en Chine
Avec les multiples humiliations que subit la Chine dans la seconde moitié du XIXe siècle, deux courants de pensée moderniste apparaissent :
- le premier est anarchiste, révolutionnaire, rejetant la dynastie mandchoue, et n'adhérant pas à l'idéologie de Confucius. Le principal groupe est la Société pour la régénération de la Chine, animé par Sun Yat-sen[réf. nécessaire] ;
- le deuxième courant, le plus important, est libéral, et souhaite s'associer au pouvoir pour appliquer un programme de modernisation. Son idéologie se base sur le syncrétisme intellectuel Chine-Occident[réf. nécessaire]. Les membres étudient alors les textes confucéens légitimant leurs choix. Kang Youwei est le chef de file du groupe, avec l'aide de son disciple Liang Qichao, il permet au mouvement de s'étendre dans la sphère publique grâce aux nombreuses associations et au dynamisme des notables ayant de l'influence sur la population.

### Réformateurs et conservateurs
Les premiers effets de la modernisation se font sentir à partir de 1890, lorsque les ports s'ouvrent de plus en plus, la bureaucratie commence à se spécialiser comme en Occident, et les lettrés du mouvement réformiste forment un système de références intellectuelles et idéologiques. Le mouvement de 1889 est influencé par l'école de Hanxue qui met l'accent sur les aspects non conformistes[Lesquels ?] de la pensée confucéenne et invite à un regard critique sur l'ordre établi.

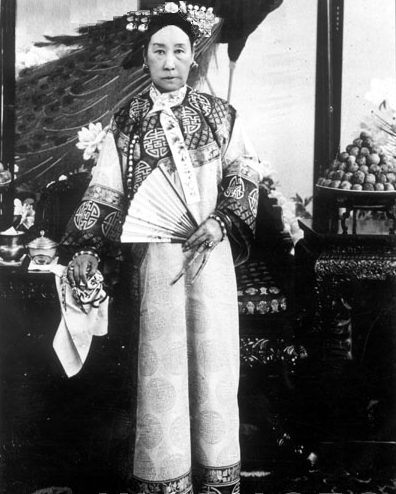
L'impératrice douairière Cixi.

Le porte-parole du mouvement, Kang Youwei (1858 – 1927) s'intéressait en même temps à la pensée de l'Occident. Quelques semaines après la signature du traité de Shimonoseki, profitant de l'émotion générale il présente directement à la cour une pétition demandant des réformes profondes, signée par des milliers de lettrés. D'ailleurs ces intellectuels arrivent à atteindre les sphères du pouvoir avec la bénédiction de l'empereur Guangxu qui apprécie les propositions de Kang Youwei visant à réformer et à rénover l'armée, l'économie avec le capitalisme, l'éducation en envoyant des étudiants à l'étranger, la justice avec la création d'un code civil se différenciant de la coutume, à créer une constitution et une assemblée nationale de lettrés.
Au printemps 1898 alors que les pays étrangers augmentent leur pression politique sur la Chine, Kang Youwei est appelé par le jeune empereur qui s'entourait d'une équipe de brillants novateurs chinois notamment Liang Qichao, fondateur de la presse moderne chinoise. Ils s'attirent les foudres des ultra-conservateurs, qui entourent l'impératrice douairière Cixi, et celle des réformateurs modérés.
Trois mois après l'arrivée de Kang Youwei à la cour, l'impératrice Cixi (selon l'orthographe française de l'époque : Tseu-Hi) réalise un coup d'État avec la complicité de Yuan Shikai, le commandant de la Nouvelle Armée. Ce coup d'Etat marque la fin des 100 jours de 1898. Les réformateurs sont arrêtés, certains exécutés.

## Les origines du mouvement

### La naissance du mouvement des Boxers
Les Boxers est le nom donné par les Occidentaux à la secte du Yìhéquán (義和拳), « Les Poings de la justice et de la concorde », plus tard appelée Yìhétuán (義和團), « Union de la justice et de la concorde » car, pour faire face aux forces de police des concessions étrangères, elle entraînait ses adhérents aux arts martiaux, à la boxe chinoise tout particulièrement, et à des pratiques mystiques, leur permettant — croyaient-ils — d'être invulnérables aux balles. Leur but initial était la lutte contre la dynastie mandchoue des Qing.

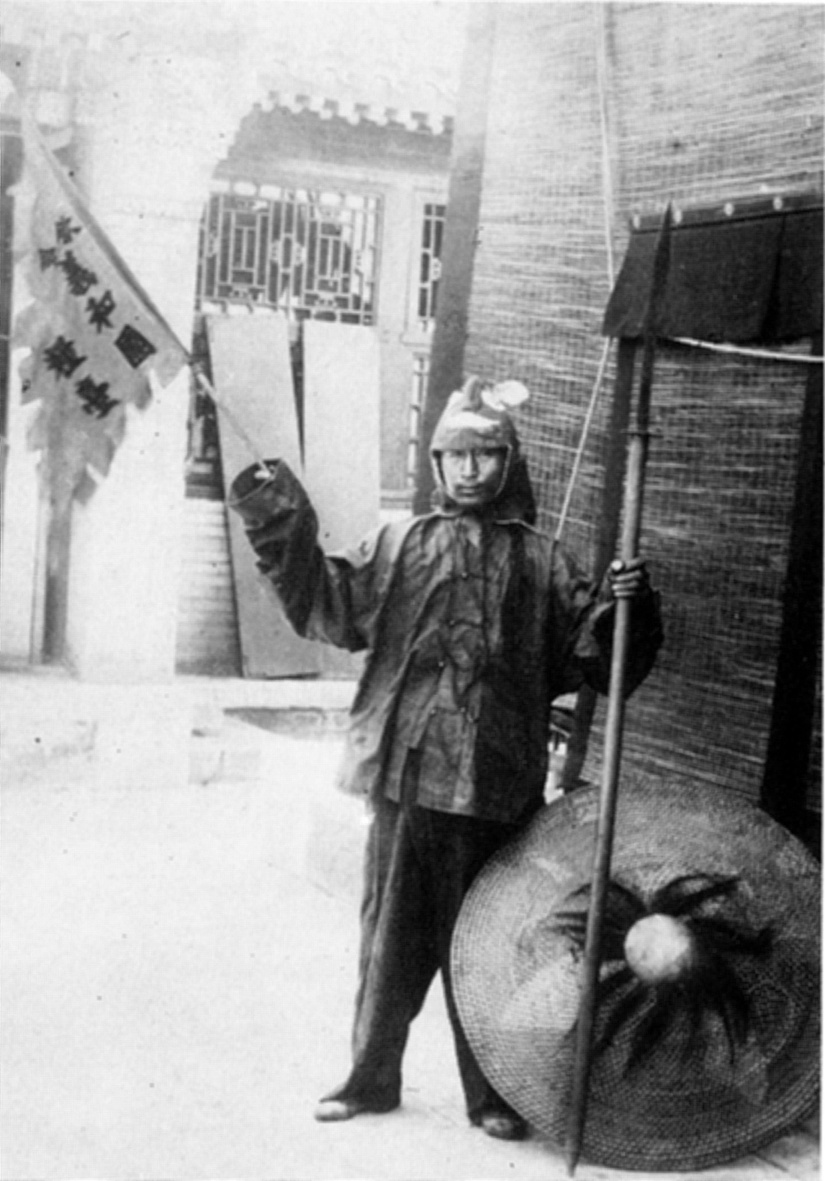
Un Boxer, photographié en 1900 durant la révolte.

Le mouvement des Boxers, qui s'inscrit aussi dans la tradition des sociétés secrètes en Chine, est créé au début des années 1890 et semble sortir tout droit du passé de la Chine : il descend sans doute de la rébellion des Paumes des huit trigrammes, ayant eu lieu en 1813. Celle-ci avait également pris ses sources dans le désespoir de la masse paysanne, touchée par la crise économique provoquée par la croissance démographique.
La composition de ce mouvement est populaire, les membres de ce groupe, dans une Chine majoritairement rurale, étant essentiellement des ouvriers agricoles, mais au fur et à mesure s'ajoutent des bateliers, des porteurs, des artisans ruinés. Souvent issus des classes les plus pauvres de la société chinoise, les Boxers sont enclins à des actions radicales. Ce mouvement est également opposé aux agissements des colons et aux passe-droits qu'ils s'octroient.
En mai 1899, l'explorateur français Charles-Eudes Bonin, qui venait de rendre visite au roi de Dzoungar (ancien Khanat dzoungar, rattaché à l'Empire toungouse des Qing vers 1756, situé en Dzoungarie) sur le territoire mongol du plateau d'Ordos, adresse à Stephen Pichon, ministre plénipotentiaire de France à Pékin, un courrier l'informant « que le roi lui fit savoir en particulier qu'en raison des troubles prochains qu'il prévoyait, il lui serait difficile, malgré sa bonne volonté, d'assurer la protection et d'empêcher la destruction des stations catholiques établies sur son territoire pour cette année et l'an prochain et qu'il demandait, le cas échéant, à ce qu'on ne le rendit pas responsable ». Cette lettre de Bonin du 20 mai est un document précurseur, le premier d'un épais registre intitulé Le livre jaune de la Chine remis aux parlementaires français le 10 novembre 1900.

## Déroulement de la révolte des Boxers

### Le début d'un conflit ouvert

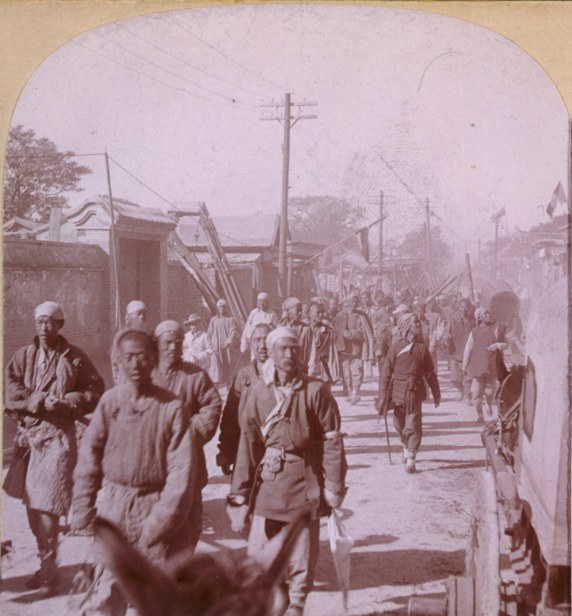
Une compagnie de Boxers à Tianjin (alors orthographié Tien-Tsin en France).

Les Boxers sortent de l'ombre en mars 1898, prêchant ouvertement dans les rues sous le slogan « Renversons les Qing, détruisons les étrangers ».
Après le coup d'État de l'impératrice Cixi, la cour impériale est divisée au sujet des Boxers. Yu-Hsien, renvoyé de son poste de gouverneur du Shandong sous la pression des Occidentaux et remplacé par Yuan Shikai, se rend à la cour et convainc plusieurs membres de l'entourage de l'impératrice douairière Cixi, dont le Prince Duan, le Prince Chuang et le général Kang-i, d'apporter leur soutien au mouvement. La faction la plus conservatrice du système impérial Qing décide d'utiliser les Boxers comme une arme contre les puissances étrangères, malgré la vive opposition de Yu Lu, vice-roi du Shandong, et de Yuan Shikai.
Un dernier accrochage a lieu avec les troupes impériales chinoises en octobre 1899 et en janvier 1900, un édit de l'impératrice reconnait les sociétés secrètes.
À partir de ce moment-là, l'activité des Boxers se concentre contre les missionnaires et leurs convertis, considérés comme des agents à la solde des « diables étrangers ». Les Boxers détruisirent des lignes télégraphiques et des voies ferrées, mirent à sac les églises catholiques, tuant des missionnaires et des religieuses, et massacrant des Chinois convertis.
En mai 1900, la cour impériale organisa des groupes de Boxers en milices à Pékin. Les princes Duan et Chuang, et le général Kang-i, furent officiellement nommés à la tête des groupes de Boxers présents dans la capitale. Stephen Pichon, ministre plénipotentiaire de France à Pékin, est informé du commencement des émeutes. Le massacre des chrétiens commence. Le 31 mai, une petite troupe de fusiliers marins, dont ceux du navire français D'Entrecasteaux arrive à Pékin, et peut constater la montée de l'hostilité populaire.

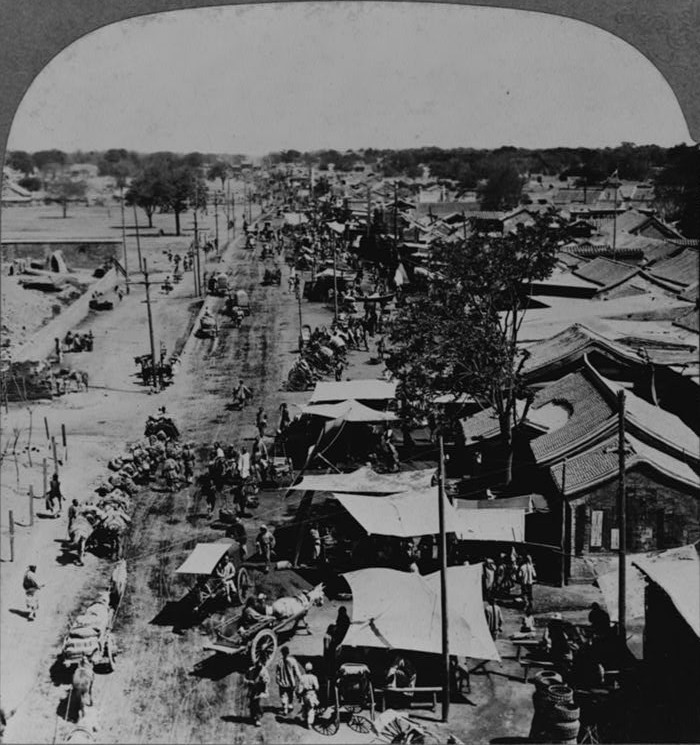
Scène du meurtre du baron von Ketteler, qui marqua le début des « 55 jours de Pékin ».
Photographie prise vers 1902.

Le 2 juin 1900, l'hostilité de la population et des Boxers est telle que les Occidentaux sont obligés de mettre en place un périmètre de sécurité autour des légations. Dans les jours suivants, près de 450 hommes des marines occidentales débarquent et rejoignent la capitale chinoise pour protéger les délégations étrangères.
Le 5 juin, la liaison ferroviaire entre la côte et la capitale est détruite par les Boxers.
Le 7 juin 1900, des troupes de Boxers commencèrent à arriver en masse à Pékin. La sécurité de la capitale était désormais assurée par le Prince Duan et les forces armées impériales n'intervinrent donc pas pour les arrêter. Les insurgés sont désormais soutenus ouvertement par des éléments du pouvoir et changent leur slogan en « Soutenons les Qing, détruisons les étrangers ». Des chrétiens se réfugient dans la légation britannique.
Le 10 juin 1900, l'impératrice licencie en masse les soldats de l'armée régulière pour qu'ils puissent se joindre aux Boxers. Les Chinois provoquent désormais les Européens en les insultant.
Le ministre japonais Sugiyama Akira se fait massacrer par la population en voulant accueillir un convoi officiel.

### L'alliance des huit nations et la déclaration de guerre
Huit nations s'allient pour protéger leurs intérêts en Chine : l'empire du Japon, l'Empire allemand, l'Autriche-Hongrie, les États-Unis, la France, le royaume d'Italie, le Royaume-Uni, l'Empire russe.
Plusieurs navires sont envoyés dans le golfe de Pé-Tché-Li pour prendre le contrôle des voies d'accès à Pékin. Un ultimatum est fixé au 16 juin par les marines alliées aux forts chinois qui gardent le fleuve Jaune. Le 17 juin, les marines alliées remportent la bataille des forts de Taku.
À partir de ce moment-là, les troupes impériales chinoises se joignent aux Boxers pour attaquer les légations et les troupes alliées.
Le 20 juin 1900, le baron allemand von Ketteler est assassiné par un soldat Qing en voulant apporter un message à la Cité interdite. Cet assassinat marque le début du siège des légations.
L'impératrice déclare la guerre aux huit nations le 21 juin.

### Le siège des légations occidentales de Pékin
Les assiégés, 473 civils étrangers, 409 soldats de huit nations différentes et environ 3 000 Chinois chrétiens se réfugièrent dans le quartier des légations. Sous le commandement du ministre britannique pour la Chine, Claude Maxwell MacDonald, le personnel des légations et les militaires défendirent les lieux avec des armes légères et un vieux canon à chargement par la bouche, découvert et déterré par des Chinois chrétiens qui le livrèrent aux Occidentaux. Le canon fut baptisé le « Canon international », car le fût était britannique, l'affût était italien, les obus étaient russes et les artilleurs américains.
La cathédrale nord de Pékin, Bei Tang est aussi assiégée. Elle est défendue par 43 soldats français et italiens, 33 prêtres et nonnes étrangères et environ 3 200 Chinois catholiques. Les défenseurs, dirigés par Mgr Favier, subissent de nombreuses pertes en raison du manque de nourriture et des mines qui explosent dans des sapes creusées par les assiégeants.

L'atmosphère est tendue. Les assiégés, font face à des milliers de Chinois criant Sha ! Sha ! Cho ! Cho ! « Tue ! Tue ! Brûle ! Brûle ! ». Les membres des légations connaissent le sort réservé aux prisonniers, tel le professeur américain Francis Hubert James, se faisant capturer sur le chemin pour rejoindre la légation britannique. Il est torturé pendant trois jours, décapité, et sa tête finit par être exposée sur l'une des portes de la cité. 

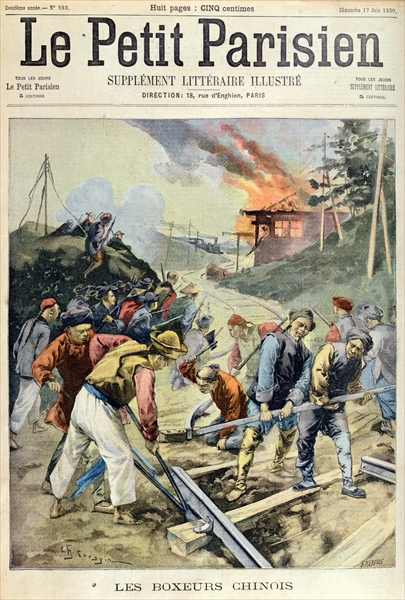
Les Boxeurs chinois, (couverture du Petit Parisien illustré du 17 juin 1900).

La faim est aussi source de crainte, puisqu'à la fin du siège, les réfugiés chinois se nourrissent de racines, de feuilles et de l'écorce des arbres. Pour les soldats, c'est la peur d'un débordement qui signifierait la fin, la peur du manque de munitions face à ces Boxers persuadés que les balles sont sans effet sur eux.
Pour finir, la peur croît avec la chaleur, l'atmosphère lourde provoquée par l'humidité, l'odeur des cadavres, et la vision des nombreux incendies.
Le siège des légations de Pékin donne lieu à de multiples légendes. À Londres, on projette de faire célébrer, à la cathédrale Saint-Paul un service à la mémoire des assiégés, qui selon une dépêche provenant de Shanghai auraient tous été massacrés. De multiples dessins décrivaient des moments de lutte acharnée, alors qu'il n'en était rien sur le terrain[réf. nécessaire].
En ce qui concerne la diffusion des événements, la Gazette de Pékin les retransmettait quotidiennement, mais les informations en étaient falsifiées[réf. nécessaire].
À partir du 11 août, les membres des légations aperçoivent des Chinois fuyant à l'arrivée des troupes de libération.

#### Une action d'éclat
Jean-Jacques Matignon, médecin des légations de France, dont la défense avait été confiée au lieutenant de vaisseau Eugène Darcy, du croiseur D'Entrecasteaux, décide le 15 juin d'aller sauver le père Addosio et ses fidèles, assiégés par les Boxers à l'église du Nan-T'ang. Pour cette expédition, il prépare un commando composé de douze hommes, Français et Italiens. Ils partent dans les rues désertes le matin, et un premier assaut a lieu à l'hôpital près de l'église. Arrivés au boulevard de l'Église, ils sont encerclés par les Boxers et l'armée régulière, que quelques coups de feu font cependant reculer, et le commando peut se dégager. Pendant ce temps, les assiégés de l'église ont réussi à se réfugier dans des maisons. Le commando Matignon est ensuite accueilli par des démonstrations de gratitude de la part des chrétiens chinois, et recueille environ 80 réfugiés, dont certains gravement blessés[réf. nécessaire].

#### Le corps expéditionnaire de l'amiral Seymour
Dès le 10 juin, un corps expéditionnaire est constitué, sous le commandement du vice-amiral britannique Lord Seymour, à la tête d'une petite armée de 2 100 hommes environ. L'armée parvient à Tianjin (alors orthographié Tien-Tsin en France) mais elle est ensuite ralentie par la destruction du chemin de fer. Face à une forte opposition, il est contraint de se replier le 22 juin ne cherchant pas à progresser davantage à ce moment-là car de faux rapports indiquent que tous les habitants des légations ont été massacrés.

### La victoire de l'Alliance
Au cours du mois de juillet 1900, les nations alliées font parvenir progressivement des renforts et remportent une victoire lors de la bataille de Tien-Tsin. Formée pour moitié de troupes japonaises, cette armée comprend des troupes issues de l'ensemble des huit nations alliées et comptent 20 000 hommes. L'armée se met en marche vers Pékin le 4 août 1900 sous le commandement du général britannique Sir Alfred Gaselee. Initialement, il était prévu que les troupes soient sous le commandement du Comte allemand Alfred von Waldersee mais il arriva en Chine trop tard.
Plusieurs batailles majeures sont menées contre les forces chinoises : à Peitsang le 5 août, à Yang Tsun le 6 août, et enfin à Tongzhou le 12 août. Les troupes alliées prennent le contrôle de Pékin et libèrent les légations le 14 août, après 55 jours de siège.
Après la libération des légations, les militaires de l'Alliance, choqués par la présence de corps mutilés, empalés, de têtes placées en pyramide, et les innombrables cadavres de Chinois chrétiens souillant les eaux des puits, et en état de décomposition dans les fossés, tuent les personnes accusées d'être Boxers par milliers, pillent des palais et se font photographier sur le trône impérial[réf. nécessaire].

L'impératrice fuit la Cité interdite en s'habillant en paysanne, suivie de ses sujets dans trois chariots, en devant traverser la « porte de la victoire ». Elle se réfugie à Xi'an, la capitale du Shaanxi, le 28 octobre 1900.

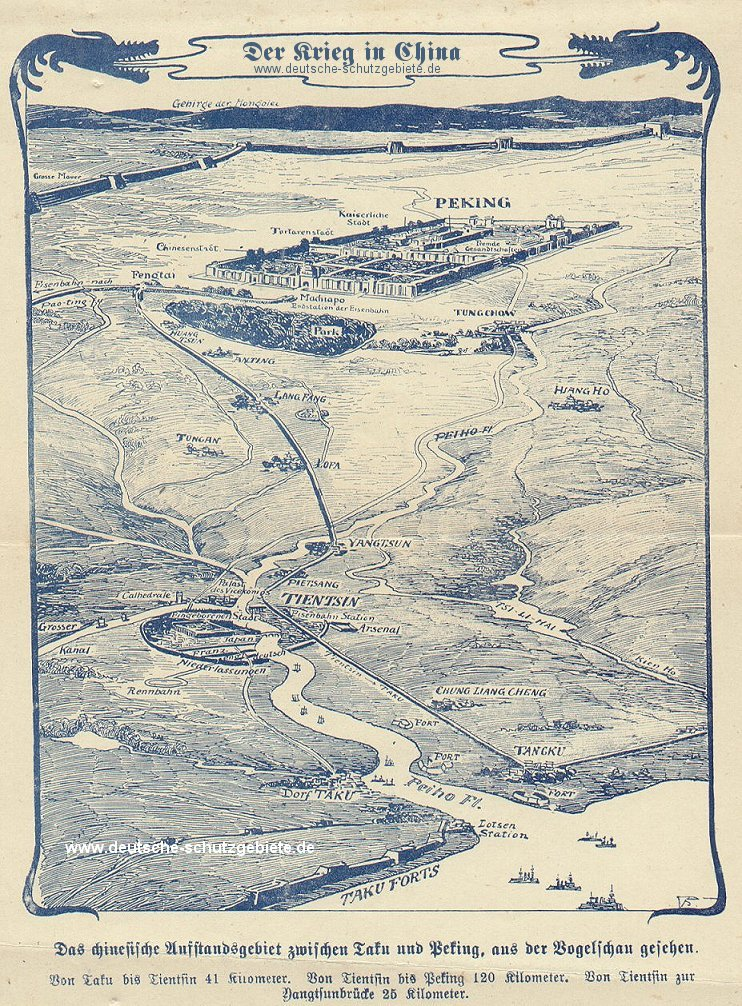
Vue cavalière du théâtre des opérations du corps expéditionnaire des huit puissances.
Légende : de Taku à Tientsin 41 km, de Tientsin à Pékin 120 km, de Tientsin au pont de Yangtsun 25 kilomètres.

Un mois après la chute de la capitale impériale, l'effectif allié atteint les 100 000 hommes, dont 15 000 Français et 18 000 Allemands[réf. nécessaire].
Alfred von Waldersee organise une véritable répression contre la population civile dans la région au cours des mois suivants.
D'octobre 1900 au printemps 1901, les troupes allemandes montent plusieurs dizaines d’expéditions punitives dans l’arrière-pays durant lesquelles une violence exemplaire et unique par son ampleur se déploie. Assassinats, viols, pillages, destructions de biens frappent sans discrimination de statut, de sexe ou d'âge. Cette terreur est soutenue par l’empereur Guillaume II lui-même, qui déclare aux troupes allemandes qu'« aucun pardon ne sera accordé, aucun prisonnier ne sera fait, de sorte que pendant 1 000 ans aucun Chinois n'osera même regarder un Allemand de travers» .
Le 1er février 1901, les autorités chinoises acceptent de dissoudre la Société des Boxers. Afin d'apaiser les puissances étrangères, l'impératrice Cixi donne l'ordre aux troupes impériales de participer à la répression des Boxers.

### Le protocole de paix
L'Alliance propose un protocole de paix, signé à Pékin le 7 septembre 1901.

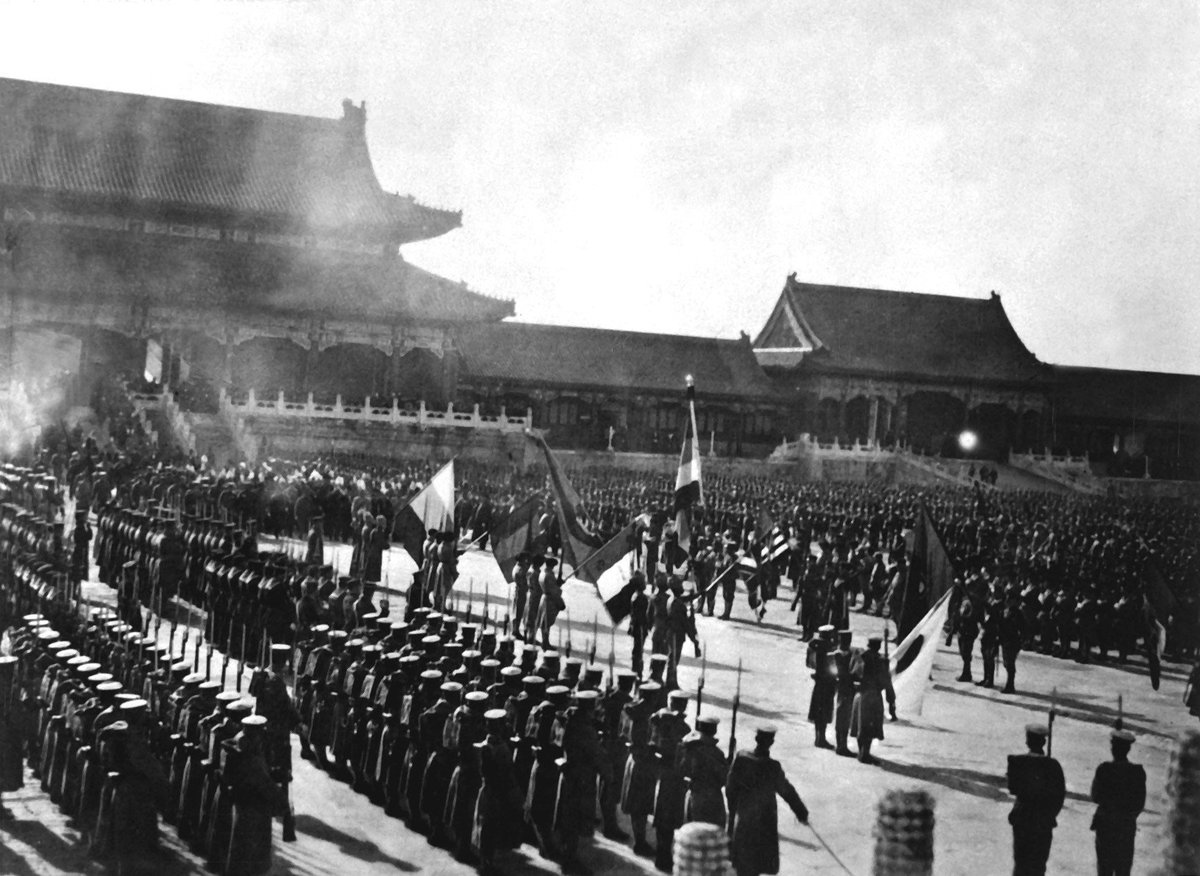
Les armées étrangères à Pékin.

Les principales clauses prévoient : le paiement d'une indemnité de 67,5 millions de livres sterling pendant 39 ans, deux « missions de repentance », l'une envers l'Allemagne à cause du meurtre du baron von Ketteler, et l'autre envers le Japon à cause du meurtre du ministre Sugiyama, l'exécution ou le bannissement d'un certain nombre de « responsables » chinois, l'interdiction d'importer des armes, la destruction des forts de Taku, l'expansion des légations, et l'occupation militaire d'un certain nombre de zones.
La Chine paye des réparations jusqu'au début des années 1930. La Russie augmente son emprise sur les territoires du nord-est mandchou jusqu'à la guerre russo-japonaise de 1905.
L'impératrice retourne dans sa capitale le 3 janvier 1902. Il faut aussi préciser que l'impératrice ouvre la voie à de nombreuses réformes pour « restaurer la puissance de notre pays ».

## Conséquences

### Le bilan humain
Près de 30 000 Chinois chrétiens furent assassinés, ainsi que plus de 300 missionnaires, dont l'évêque français Laurent Guillon, vicaire apostolique de Mandchourie-Méridionale, dont la tête est promenée au bout d'une pique. Parmi les Européens la révolte des Boxers a coûté aussi la vie à 64 militaires sur 461, et a fait 133 blessés, soit en tout 43 % d'hommes mis hors de combat[réf. nécessaire]. 16 civils perdent la vie et 28 sont blessés.
La colonne Seymour a perdu 70 hommes sur 2 084[réf. nécessaire].
Des milliers de Boxers furent décapités. Après les avoir soutenus, les troupes impériales participèrent à la répression. L'Empire sortit du conflit à genoux, humilié et mis de facto sous tutelle étrangère (les postes étaient par exemple placées sous le contrôle de fonctionnaires français, les douanes sous celui des Britanniques).

### Les réformes
La chute des Boxers marque la victoire du modernisme contre le conservatisme. Très vite, quelques évolutions fondamentales se dessinent, en particulier dans le domaine de l'éducation et de l'armée :
- après 1900, certains traits de la société conservatrice sont supprimés, comme le bandage des pieds ;
- en 1901, le système éducatif permet l'admission des filles ;
- à la même date, l'étude des classiques confucéens est remplacée par celle des mathématiques occidentales, de la science, de la mécanique et de la géographie ;
- en 1905, le système des examens pour l'entrée dans la fonction publique (fondé sur la connaissance des classiques confucéens) est purement et simplement abandonné ;
- la Chine commence à envoyer sa jeunesse en Europe et au Japon pour étudier les sciences nouvelles, telles que l'économie, et des modes de pensée nouveaux, comme le marxisme, se fraient un chemin dans la société ;
- l'armée est réorganisée sous la houlette de Yuan Shikai (1859-1916), qui adopte les modèles d'organisation occidental et japonais ; l'armée se professionnalise, et un nouveau corps d'officiers est créé sur le principe très nouveau de la loyauté à son commandant, et non plus au lointain Empereur ;
- en 1906, les bases d'une nouvelle armée sont ainsi jetées : dotée d'armes modernes, elle comptera quelques années plus tard 36 divisions et plus de 450 000 membres ;
- en 1909, les Assemblées provinciales (une réforme proposée initialement par Kang Yuwei) furent mises en place (l'année même où Puyi, le dernier empereur, monte sur le trône) ;
- en 1910, une Assemblée consultative nationale, démocratiquement élue, est établie. Elle se révèle bien souvent être en désaccord avec le gouvernement impérial.

### La chute des Qing
Cette défaite contribuera à renforcer le sentiment pro-républicain au sein de la population. Le soulèvement de Wuchang en 1911 dans le Hubei mène à l'établissement de la République de Chine, et à l'abolition du gouvernement impérial de la dynastie Qing en janvier 1912.

## Citation
« La discipline faisant la force principale des armées, il importe que tout inférieur obéisse exactement, sans hésitation ni murmure. Je désobéirai si la justice et la liberté le veulent. Je suis réserviste. Si demain matin je recevais ma feuille de route pour aller en Chine, sachant comme je le sais ce que les internationaux sont allés faire en Chine, je refuserais le service militaire, je déserterais. »

— Charles Péguy, « Pour moi », IIe série, IIIe Cahier de la Quinzaine, 1901

## La révolte des Boxers dans la culture populaire

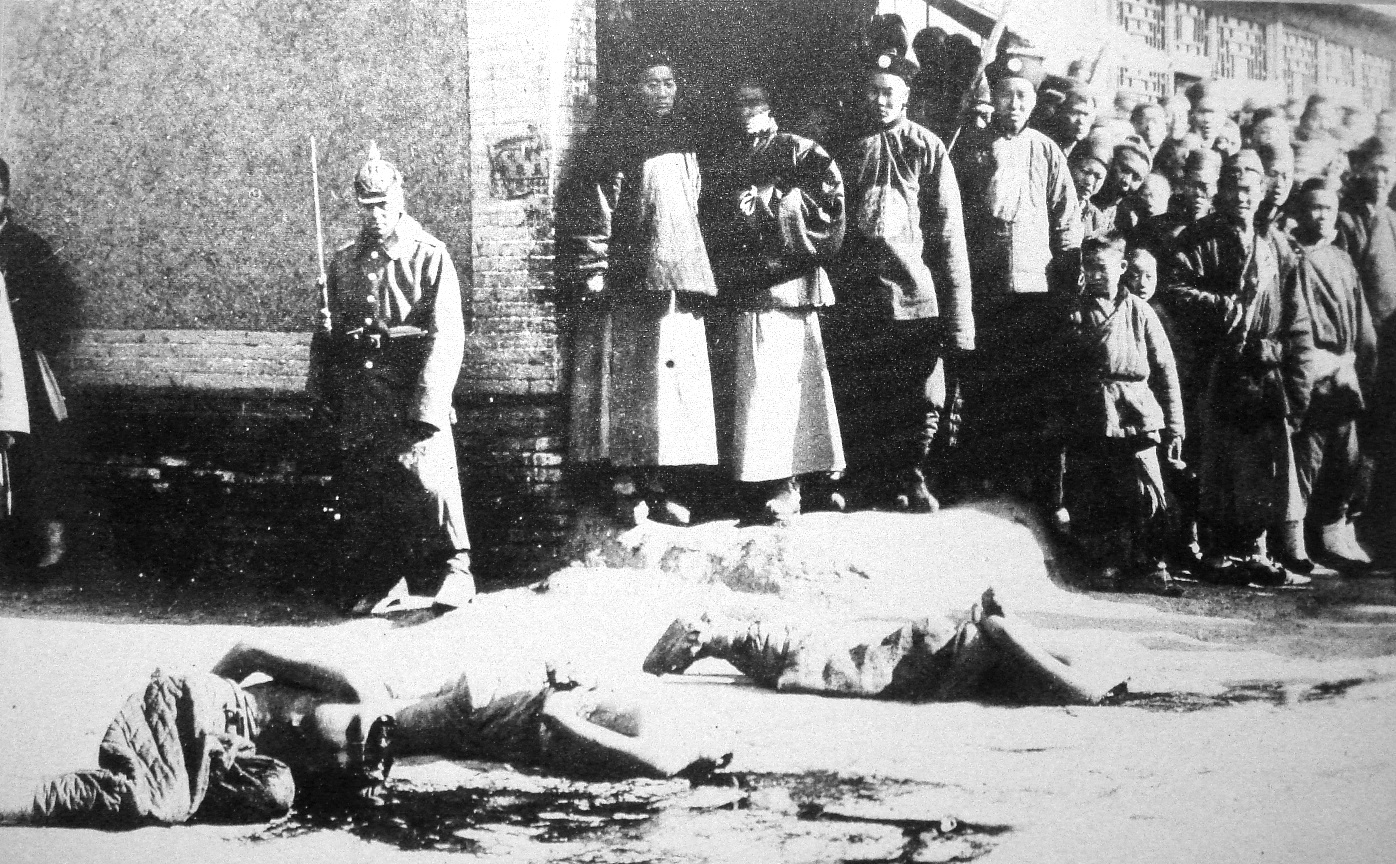
Décapitations de Boxers à Hsi-Kou en 1901, par l'armée chinoise.

### Au cinéma et à la télévision
- Le film allemand Alarm in Peking réalisé par Herbert Selpin et sorti en 1937, décrit les évènements à Pekin.
- La révolte des Boxers a servi de base au scénario au film Les 55 Jours de Pékin de Andrew Marton, Guy Green, Nicholas Ray, et produit en 1963, avec Charlton Heston, David Niven, et Ava Gardner. Compte tenu des contraintes de tournage de l'époque, les épisodes mettant en scène l'impératrice douairière Cixi n'ont pas été tournés dans la Cité interdite, mais dans le Temple du Ciel. Pour les besoins du scénario, le film prend un certain nombre d'autres libertés avec la réalité historique.
- Plusieurs films d'arts martiaux prennent pour cadre la révolte des Boxers, parmi lesquels La Colère des Boxers (ou La Révolte des Boxers, coproduction entre Hong Kong et Taïwan), sorti en 1976, réalisé par Chang Cheh, avec Alexander Fu Sheng, Chi Kuan-chun, Leung Kar Yan et Richard Harrison dans le rôle d'Alfred von Waldersee, et Les 18 armes légendaires du kung-fu (Hong Kong, 1982), de et avec Liu Chia-liang, avec également Fu Sheng et Gordon Liu. Il était une fois en Chine 2 : La Secte du lotus blanc (Hong Kong, 1991), réalisé par Tsui Hark avec Jet Li, évoque, de manière romancée, les sociétés secrètes et les violences contre la présence occidentale en Chine.
- Un épisode de la série Buffy contre les vampires, La Faille, prend également place durant la révolte des Boxers.

### Dans la littérature
- En bande dessinée, le manga Ikki Mandara d'Osamu Tezuka raconte l'histoire d'une femme chinoise pendant la révolte des Boxers. Les différents protagonistes de cette révolte y font une apparition. Malgré l'aspect caricatural des personnages, l'œuvre permet de se faire une idée du jeu auquel se livrent les différents partis.
- Dans la bande dessinée d'Hergé Le Lotus Bleu, Tchang fait référence à la « guerre des poings de justice » lorsqu'il raconte le massacre de ses grands-parents à Tintin (page 43).
- La série Tombelaine, de Bernard Capo et Gilles Chaillet, prend également ces évènements comme cadre.
- Dans le roman L'ère du Dragon, l'écrivain Xavier Mauméjean se livre dans la première partie à une réécriture de la guerre des Boxers dans un registre burlesque et fantastique.
- Le mouvement est évoqué dans le livre à succès Les Cinq Sous de Lavarède sous le nom de Lien-Koua (Lotus Blanc).
- Le roman Une odeur de gingembre d'Oswald Wynd se situe juste après la révolte des Boxers et grouille de références à cet évènement historique.
- Le roman Cigale en Chine, écrit par Paul d'Ivoi peu après les évènements, raconte la révolte des Boxers à travers les yeux des Français de l'époque.
- Dans son récit Les derniers jours de Pékin, l'écrivain français Pierre Loti apporte un témoignage poignant de la situation de la ville impériale occupée lors des séjours qu'il fit en octobre 1900 et en avril 1901 en tant qu'officier de marine (ouvrage précédé de La Ville en flammes par Stephen Pichon, et la Défense de la légation de France par Eugène Darcy, 1902).
- L'écrivain colombien Santiago Gamboa axe son roman Los Impostores autour de la révolte des Boxers et de son héritage.
- Léandre Audric, Lettres de Chine, Un officier français en Chine en 1900, Éditions You Feng, juin 2013.
- Le diptype de romans graphiques Boxers & Saints (en) de Gene Luen Yang a été publié en 2013 par l'éditeur First Second Books. Boxers présente l'histoire de Little Bao, un garçon de Shandong qui devient le chef de la révolte des Boxers. Saints raconte l'histoire de Four-Girl, une fille du même village qui se convertit au christianisme, adopte le nom de « Vibiana » et espère atteindre la gloire de Jeanne d'Arc.
- La seconde partie de la nouvelle Fleur-du-Ciel de Paul Morand (publiée en 1957 dans le recueil Fin de siècle) se déroule lors des derniers jours du siège des légations occidentales à Pékin. Le récit s'achève sur la découverte d'une religieuse torturée et pendue par les boxeurs au sein du couvent lazariste de Chou Yang, au nord de Pékin.
- Le théâtre du Grand-Guignol s’approprie le cinquante-cinquième jour de la révolte des Boxers pour terrifier le public occidental de l'époque. André De Lorde et Eugène Morel coécrivent une pièce angoissante et sanglante qu'ils nomment La Dernière torture , pour la première fois représentée en 1904. Le texte est édité chez Robert Laffont dans Le Grand Guignol : Le Théâtre des peurs de la Belle Époque.
- Le roman de Pearl Buck intitulé L'ange combattant s'articule en grande partie autour de la Révolte des Boxers et décrit l'évangélisation de la Chine par les missionnaires américains.

### Autres
- Dans le jeu vidéo BioShock Infinite la révolte des Boxers est évoquée avec pour conclusion l'intervention de la cité flottante de Columbia qui aurait réduit Pékin en cendres.
- Un groupe de rock alternatif anglais porte le nom « The Boxer Rebellion ».

### En médailles
L’Empereur d’Allemagne Guillaume II proposa aux diverses puissances la création d’une médaille commémorative commune pour cette campagne de Chine, mais cette idée échoua par suite de l’opposition de la France et de la Grande-Bretagne. Les huit nations participantes, à l’exception de l’Autriche, créèrent chacune leur propre médaille. Ainsi, ce fut par la loi du 15 avril 1902 que la France institua la médaille commémorative de Chine, attribuée à plus de 34 500 titulaires.

Médailles
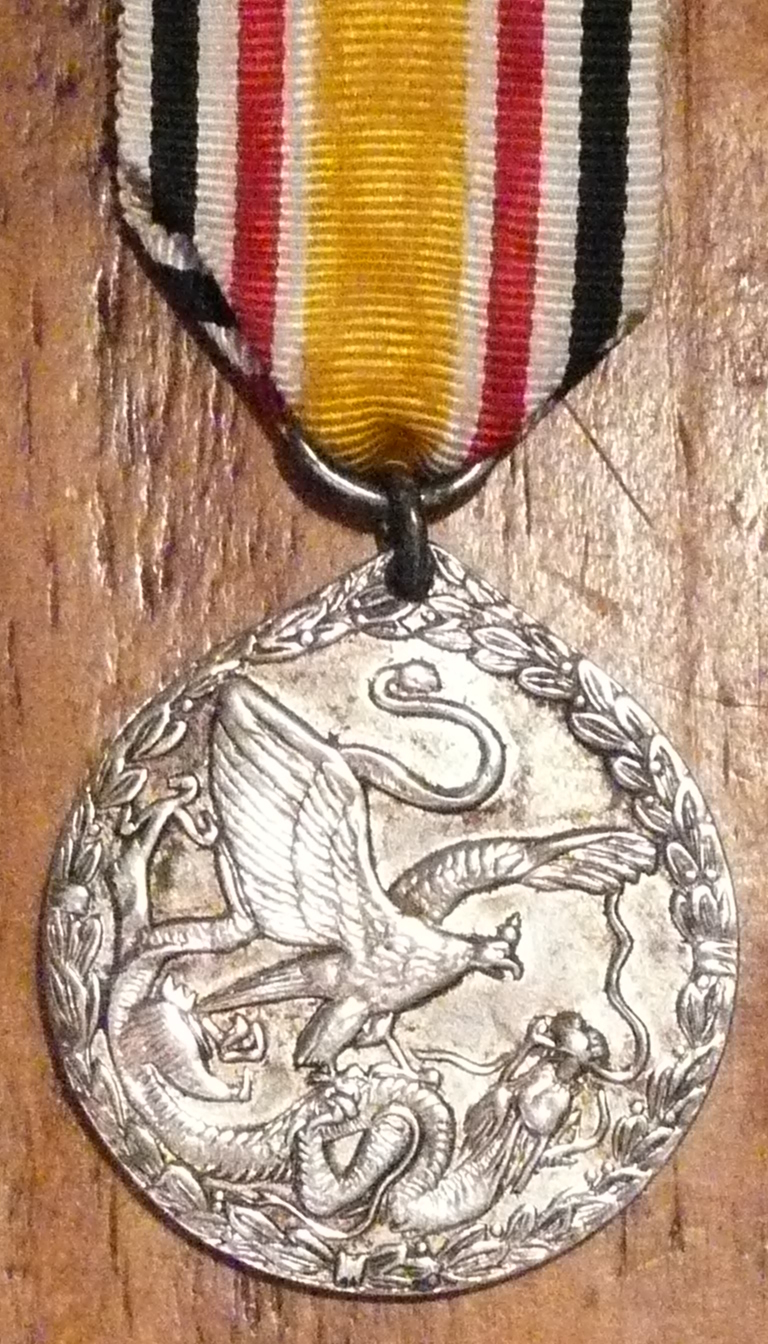
Allemagne.
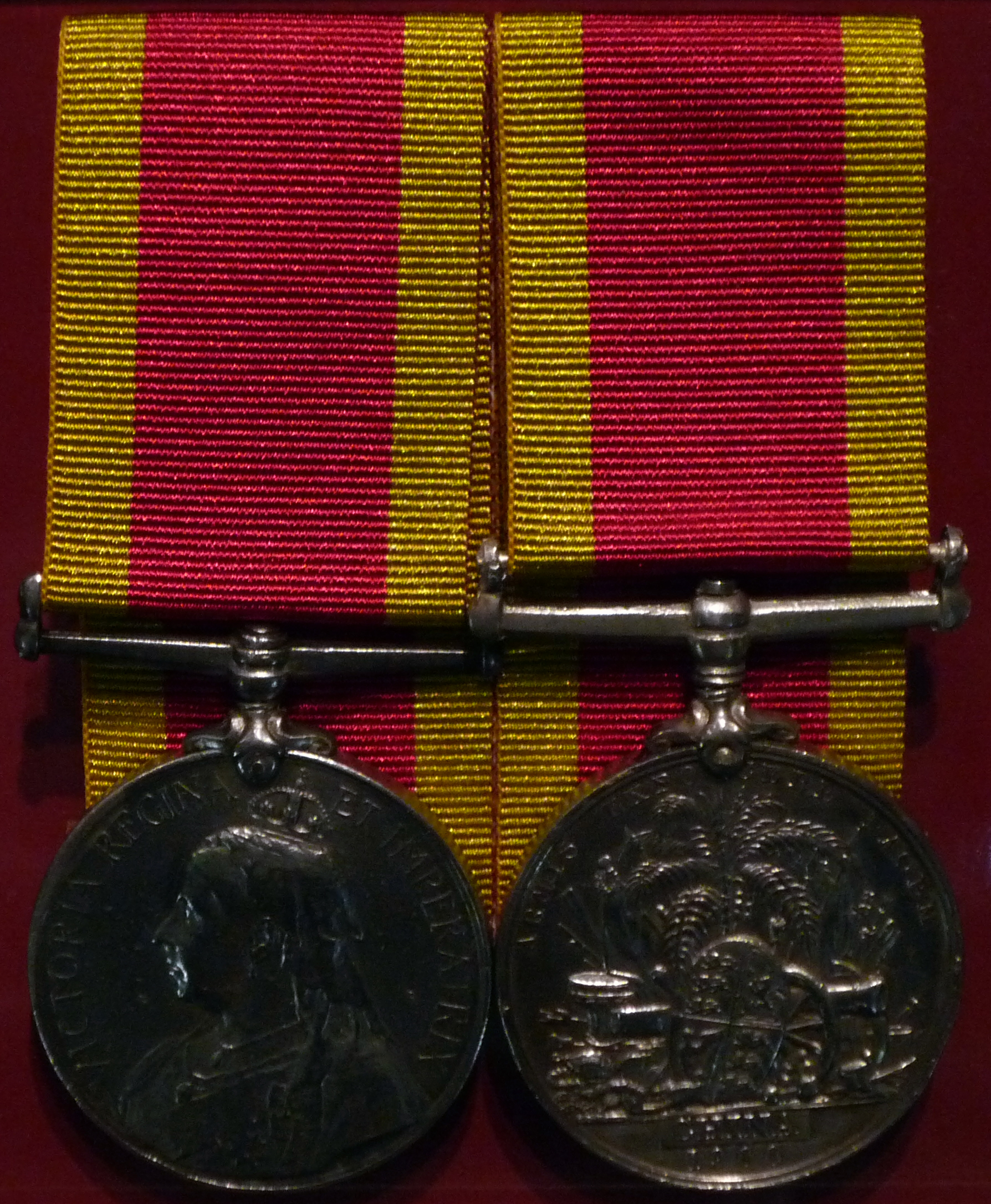
Grande-Bretagne.
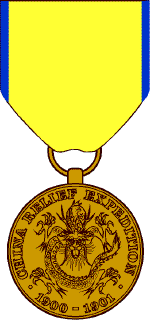
États-Unis.
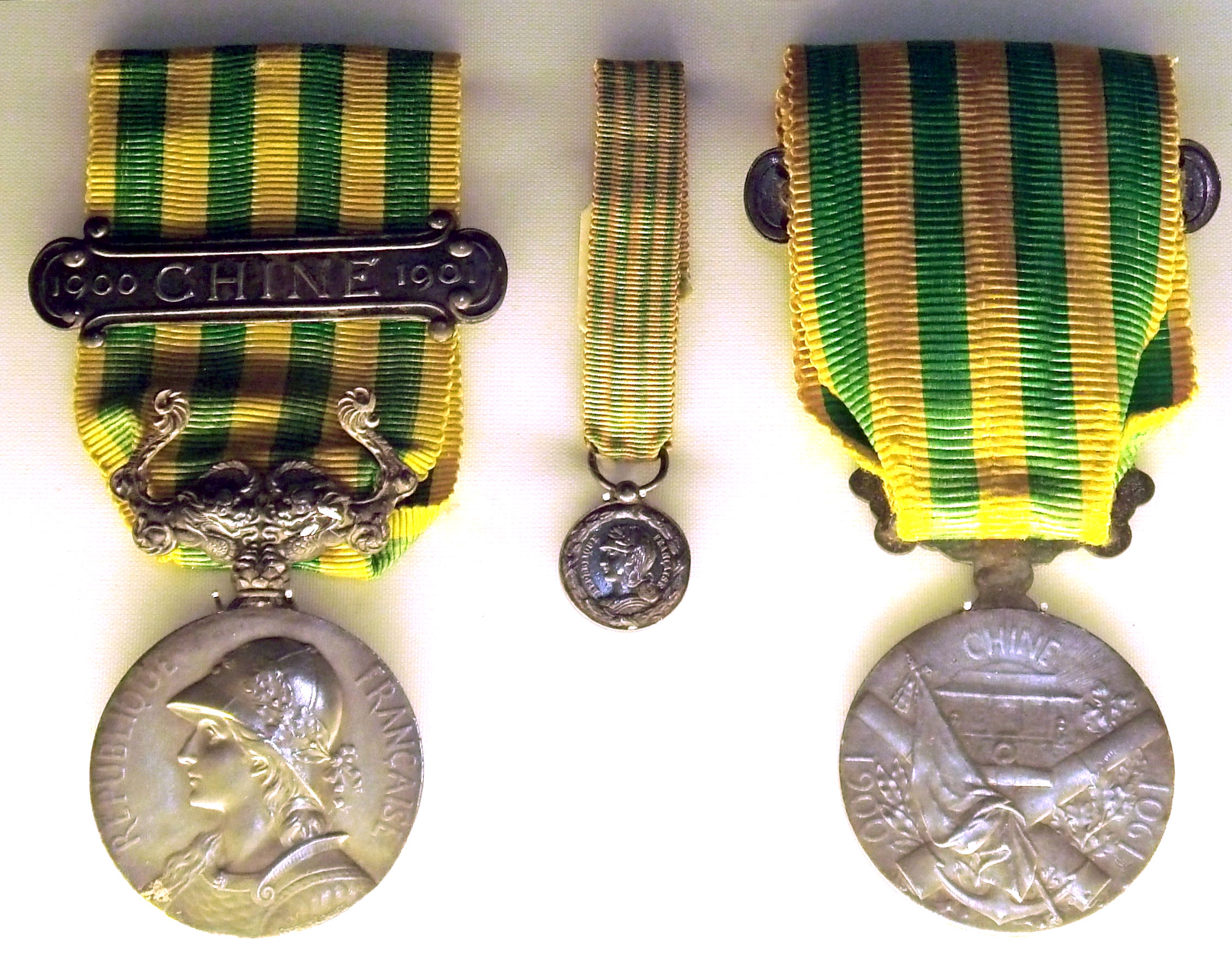
France.
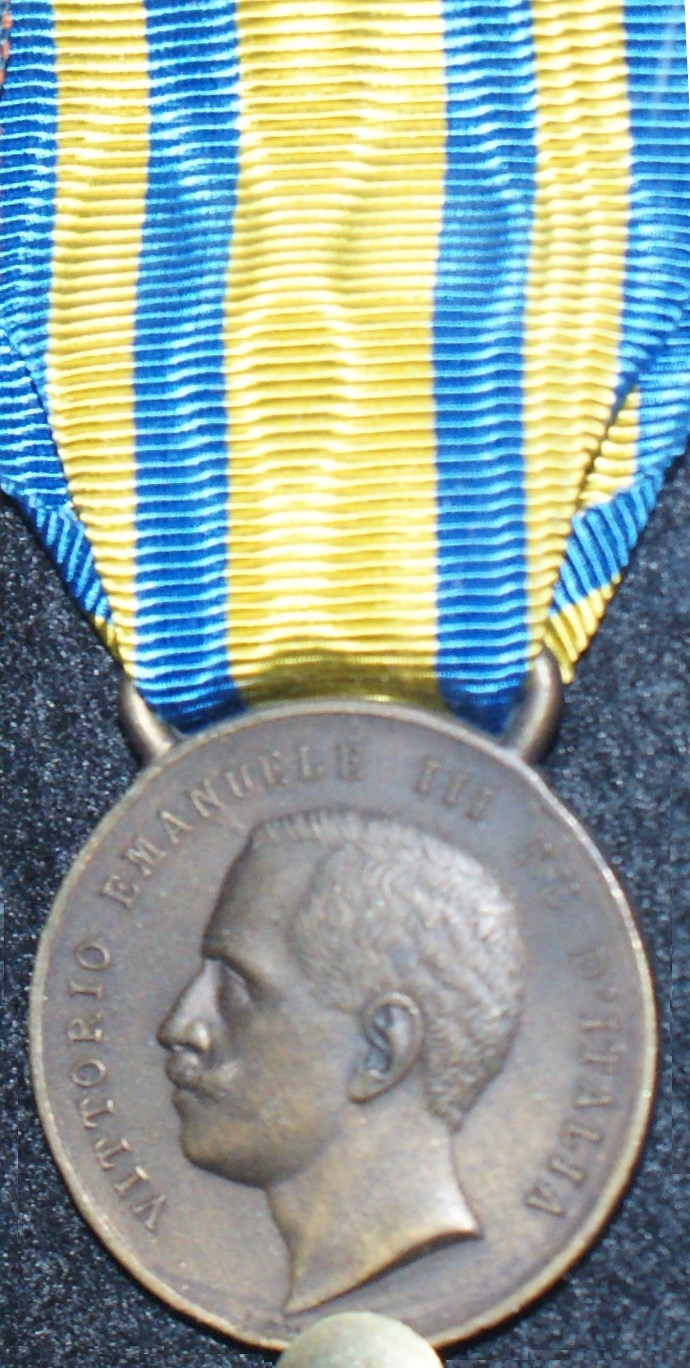
Italie.

## Voir aussi

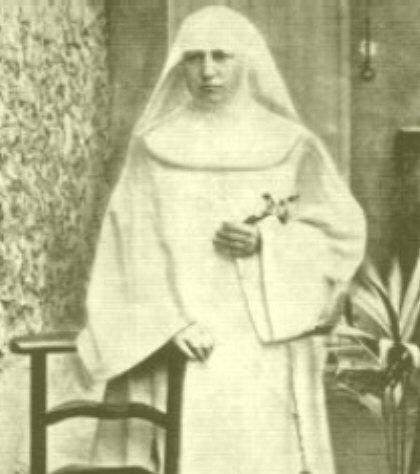
Sœur Marie-Adolphine (1866-1900), religieuse néerlandaise des Franciscaines missionnaires de Marie assassinée pendant la révolte des Boxers, béatifiée en 1946 et canonisée en 2000.